# 삭시 말리크 (레슬링 선수)
삭시 말리크(힌디어: साक्षी मलिक, 1992년 9월 3일~)는 인도의 전직 레슬링 선수이다. 2016년 하계 올림픽에서 여자 라이트급 동메달을 획득으며 올림픽에서 메달을 획득한 최초의 인도 여자 레슬링 선수이다. 또한 아시아 선수권 대회에서 은메달 1개, 동메달 3개를 획득했고 코먼웰스 게임에서 금메달 1개, 은메달 1개, 동메달 1개를 획득했다. 2017년에는 인도 정부에게 인도 국가대표 선수로서의 공을 인정받아 파드마 슈리 훈장을 받았다.